# Burtoncourt
Burtoncourt là một xã trong vùng Grand Est, thuộc tỉnh Moselle, quận Metz-Campagne, tổng Vigy. Tọa độ địa lý của xã là 49° 13' vĩ độ bắc, 06° 24' kinh độ đông. Burtoncourt nằm trên độ cao trung bình là 300 mét trên mực nước biển, có điểm thấp nhất là 219 mét và điểm cao nhất là 343 mét. Xã có diện tích 5,11 km², dân số vào thời điểm 2005 là 184 người; mật độ dân số là 36,8 người/km². Xã nằm về phía tây-bắc của Boulay-Moselle.

## Thông tin nhân khẩu
| 1962 | 1968 | 1975 | 1982 | 1990 | 1999 |
| ---- | ---- | ---- | ---- | ---- | ---- |
| 111  | 132  | 106  | 131  | 161  | 173  |